# Trasformazione birazionale
Si dice trasformazione birazionale quando le due varietà algebriche X e Y è una classe di equivalenza di coppie {\displaystyle (f_{U},U)}, dove {\displaystyle f_{U}} è un morfismo di varietà definito sull’aperto di U.

## Funzione
Data una classe di equivalenza f viene interpretata come funzione ottenuta incollando solo le funzioni parziali di fU. 
Si ottiene quindi una funzione sull’unione di tutti gli aperti U, che non necessariamente ricopre tutto X. 
Ciò è possibile quando l’immagine della prima funzione è un insieme denso. Un’applicazione f da X in Y si dice birazionale se esiste un’applicazione razionale g da Y in X tale che f e g siano inverse l’una dell’altra rispetto a tale composizione. In questo caso, si dice che X e Y sono birazionalmente equivalenti.